# 신원배 (관료)
신원배(辛元培, 일본식 이름: 幸原元培)는 일제강점기의 지방행정 관료이다.

## 생애
한일 병합 조약 체결 1년 후인 1911년부터 경기도 여주군에서 근무하면서 조선총독부 관리가 되었다. 1916년에는 정식으로 총독부 군서기로 임명되어 경기도 진위군 서무계에서 일했다.
이후 양평군과 개성군, 개풍군에서 근무하던 중 1934년에 개풍군 서무계 주임으로 승진하였다. 개풍군 관리이던 1935년에 총독부가 시정 25주년을 기념하여 표창한 표창자 명단에 들어 있다.
이후 양평군과 용인군 근무를 거쳐 일제 강점기 말기에 경기도 가평군 군수로 승진 발령받았다. 1934년 훈8등 서보장을 수여받는 등 여러 차례 훈장을 받아, 가평군수로 재직 중이던 1943년을 기준으로 종7위 훈7등에 서위되어 있었다.
2008년 공개된 민족문제연구소의 친일인명사전 수록예정자 명단 중 관료 부문에 포함되었다.

## 참고자료
- 신원배(辛元培) - 국사편찬위원회